# Weil Gott in tiefster Nacht erschienen

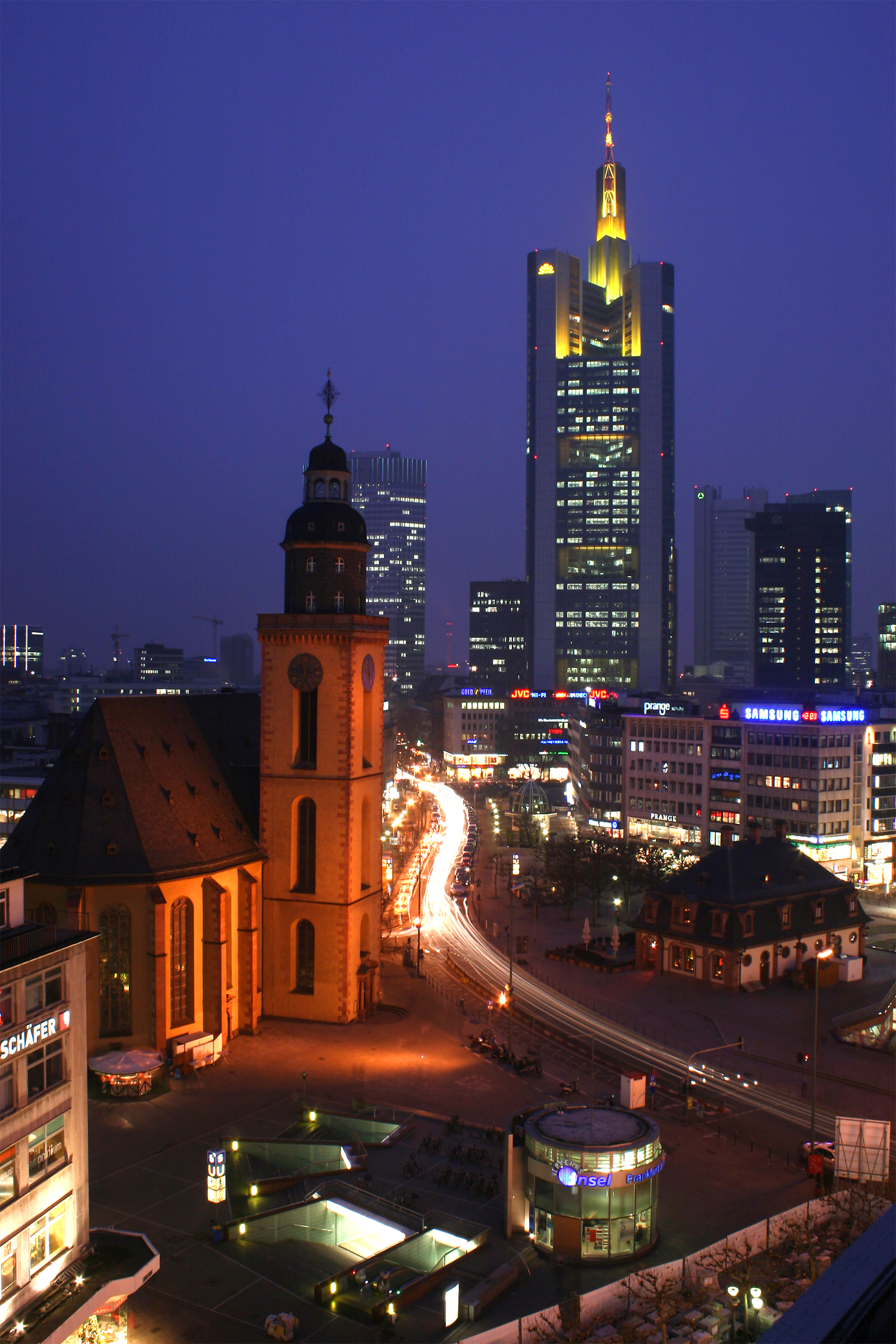
Katharinenkirche an der Hauptwache

Weil Gott in tiefster Nacht erschienen ist der Titel eines Weihnachtsliedes. Es zählt zu den neuen Liedern im Evangelischen Gesangbuch (EG 56) und im Mennonitischen Gesangbuch (MG 382).

## Entstehung
Dieter Trautwein schrieb Text und Melodie dieses Liedes 1963 für eine ökumenische Christmette. Bei diesem Gottesdienst in der Frankfurter Katharinenkirche war die evangelische Kirchengemeinde Gastgeber der griechisch-orthodoxen Kirchengemeinde. Da die Gäste nicht nur ihnen unbekannte deutsche Weihnachtslieder mitsingen sollten, war das neue, allen unbekannte und gemeinsam gelernte Lied Weil Gott in tiefster Nacht erschienen als ökumenisches Zeichen bei dieser Feier gemeint.

## Text
Das Lied ist als Kehrverslied konzipiert. Den zweizeiligen Strophen geht jeweils der Kehrvers voraus:
„Weil Gott in tiefster Nacht erschienen,
kann unsre Nacht nicht traurig sein!“
In den fünf Strophen wird „des Christus Freundlichkeit“ (Strophe 4) auf die christliche Existenz in der Zeit bezogen. Nach der letzten Strophe wird der Kehrvers noch einmal wiederholt, wobei die Worte „nicht traurig“ durch „nicht endlos“ ersetzt werden.
Trautwein hat nach eigenen Angaben bei der Abfassung des Textes die Besucher dieser Christmette im Blick gehabt, darunter Mitglieder einer amerikanischen Militärgemeinde und Obdachlose, für die im Anschluss eine mehrtägige Freizeit angeboten wurde.
Die fünfte Strophe mit dem Satz „Schreckt dich der Menschen Widerstand, bleib ihnen dennoch zugewandt“ schrieb Trautwein unter dem Eindruck der jährlichen Stadtjugendpfarrerkonferenz in Ostberlin, an der er teilgenommen hatte. Dabei waren die Auseinandersetzungen der Jungen Gemeinde mit der FDJ angesprochen worden. 
Als der Dresdner Stadtjugendpfarrer 1964 für Weil Gott in tiefster Nacht erschienen die Abdruckerlaubnis beantragte, da das Lied bei einer Adventsfeier in der Kreuzkirche gesungen werden sollte, wurde sie ihm verweigert mit der Begründung: „Hier gibt es keine tiefste Nacht!“
Die Formulierung „tiefste Nacht“ wurde nach Trautweins Angaben auch in der Bundesrepublik mitunter kritisch bewertet, ebenso die „mythologische Rede vom erscheinenden Gott“.

## Melodie
Trautwein komponierte auf den Anlass hin ein Weihnachtslied im 6/8-Takt, das leicht lernbar und eingängig sein sollte. „Die Fröhlichkeit der Melodie gibt Impulse, sich nicht von der traurigen Lage verhaften zu lassen.“